# Malbaratament alimentari

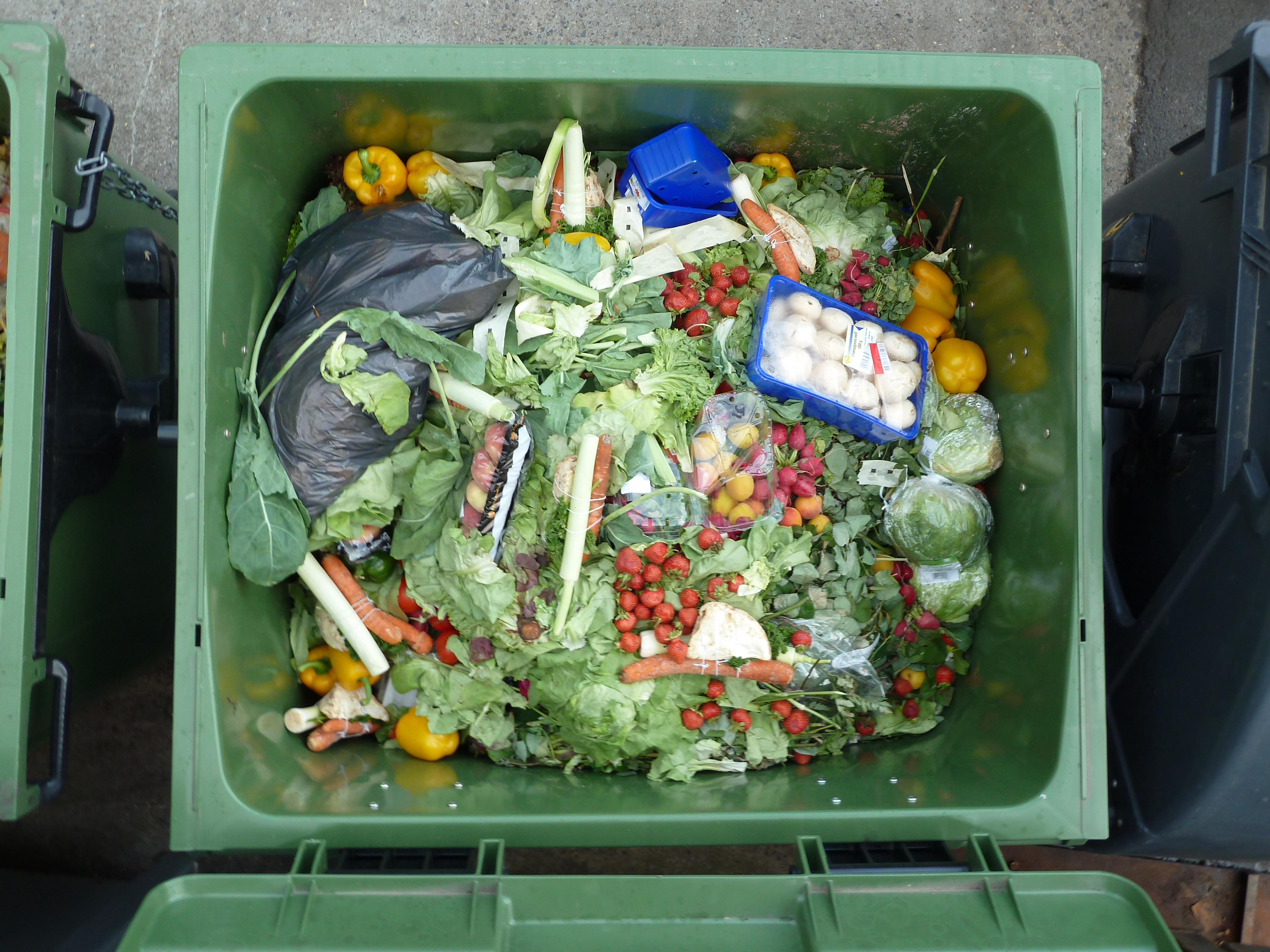
Verdures i fruites malbaratades de la brossa d'un supermercat.

El malbaratament alimentari, segons l'Organització de les Nacions Unides per a l'Agricultura i l'Alimentació (FAO), s'origina quan es descarta qualsevol aliment, ja sigui cru o cuit, present al llarg de la cadena alimentària que és apte per al consum humà. És un tema de gran importància a nivell global tant per l'impacte ambiental que suposa (és responsable d'entre el 8% i el 10% de les emissions globals de gasos d'efecte hivernacle), com pel fet d'haver-hi tanta fam i desnutrició, sobretot perquè hi ha prou aliment per a tothom, però no està correctament repartit i se'n perd gran quantitat a les etapes de transformació, distribució i consum. De fet, la reducció de les pèrdues i el malbaratament alimentari és un dels objectius dels Objectius de Desenvolupament Sostenible (ODS) de les Nacions Unides per tal d'erradicar la pobresa i protegir el planeta. Es pretén, per al 2030, reduir a la meitat el malbaratament alimentari per càpita mundial en la venda i a nivell de consum, així com les pèrdues en la producció i distribució.
Segons la FAO, un terç dels aliments produïts anualment no són ingerits per ningú. Només a la Unió Europea, es malbaraten 88 milions de tones d'aliments, la qual cosa equival a un 20% de la producció alimentària total.
Als països amb ingressos alts i mitjans, el malbaratament es dona principalment en l'etapa final, la de consum, per dates de caducitat, per exemple. També es descarten productes abans d'arribar a la comercialització per no ser rendible el seu cultiu, per no complir determinades exigències estètiques o bé per no tenir comprador. Tot això porta a pensar que aquest malbaratament es deu principalment a una mentalitat de veure l'aliment com a un producte més, i no com a un bé essencial.
En termes quantitatius, el càlcul del malbaratament es fa a partir de la FORM (fracció orgànica de residus municipals) i la recollida de la fracció resta (la que queda després de fer totes les recollides selectives) que generen tant les llars com la restauració i la distribució al detall. En aquests àmbits, el malbaratament està format per restes de menjar, menjar fet malbé i menjar en bon estat.
Les unitats de mesura utilitzades per a expressar el malbaratament alimentari són pes, volum i unitats o valor energètic; en alguns casos, però, es poden expressar des d'un punt de vista d'impacte ambiental com a petjada ecològica.

## Malbaratament alimentari a Catalunya
A Catalunya, un 36% del pes dels residus municipals generats en llars, restauració i hostaleria corresponen a matèria orgànica. D'aquests, un 32% fan referència a restes alimentàries o fracció orgànica de residus municipals (FORM), que correspon principalment a menjar comestible desaprofitat.
Aquest malbaratament és de més de 250 mil tones l'any, és a dir, 35 quilos per persona. Això correspon a un 7% dels aliments adquirits, que econòmicament es tradueix a pèrdues de 841 milions d'euros anuals. Des d'un punt de vista ambiental, això suposa una petjada ecològica equivalent a l'ús de 234.022 hectàrees de conreu, que correspon a una emissió de més de 520 mil tones de gasos d'efecte hivernacle, per la qual caldrien 20.300 automòbils en la seva vida útil. D'acord amb les dades de l'estudi, les famílies són les responsables principals del malbaratament, ja que aproximadament la meitat del menjar malbaratat es deu a una mala conservació i un mal manteniment dels provisions alimentàries a casa, i un 25% del que es malbarata corresponen a restes del plat sense acabar; seguides del comerç (supermercats, petit comerç i mercats municipals) i el sector de serveis a la restauració i el càtering. Els restaurants d'autoservei malbaraten per fer més menjar del que serveixen; en el cas dels restaurants universitaris, el malbaratament es deu més al pa retornat i al menjar que es fa malbé en els processos de conservació.
| País         | Malbaratament alimentari total (tones) | Malbaratament per càpita (kg) |
| ------------ | -------------------------------------- | ----------------------------- |
| Xina         | 91,646,213                             | 64                            |
| India        | 68,760,163                             | 50                            |
| Estats Units | 19,359,951                             | 59                            |
| Japó         | 8,159,891                              | 64                            |
| Alemanya     | 6,262,775                              | 75                            |
| França       | 5,522,358                              | 85                            |
| Regne Unit   | 5,199,825                              | 77                            |
| Rússia       | 4,868,564                              | 33                            |
| Espanya      | 3,613,954                              | 77                            |
| Austràlia    | 2,563,110                              | 102                           |

### Metodologia per a l'estimació del malbaratament alimentari
Per tal d'obtenir dades i detectar el malbaratament, l'Agència de Residus de Catalunya va fer un seguiment de recollides selectives de la FORM en diversos municipis i va classificar els residus alimentaris segons el moment i el lloc on es generava el malbaratament i segons la seva naturalesa. Així doncs, es van triar bosses i fraccions de lot aleatòriament perquè la quantitat de residus caracteritzats fossin el més representatius possible. Amb les dades obtingudes, es van calcular els valors de fracció alimentària i malbaratament. Pel que fa als municipis on no hi va haver recollida, es va fer una estimació del seu malbaratament a partir dels municipis seleccionats per a les caracteritzacions.
El valor total del malbaratament s'obté de la suma del malbaratament dins dels circuits de recollida de la FORM, més el dels circuits de la fracció resta (residus que queden un cop recollides les altres fraccions) en els municipis seleccionats i dels no seleccionats.

## Marc normatiu
Per tal de prevenir el malbaratament alimentari, el marc normatiu que afecta els aliments es basa en la regulació de les dates de durada dels aliments, la regulació en el transport d'aliments (que es transportin a una temperatura adequada) i la regulació de l'aprofitament dels residus alimentaris.
La data de caducitat d'un aliment informa el consumidor del període en el que l'aliment pot ser consumit de manera segura, seguint una norma d'etiquetatge comuna a tot Europa. D'altra banda, la data de consum preferent informa del moment fins al qual la qualitat prevista de l'aliment es veu conservada i es pot consumir l'aliment sense risc per a la salut del consumidor després d'aquesta data, no sent obligatori, doncs, consumir el producte en el període establert.

### Llei de prevenció de pèrdues i malbaratament alimentari

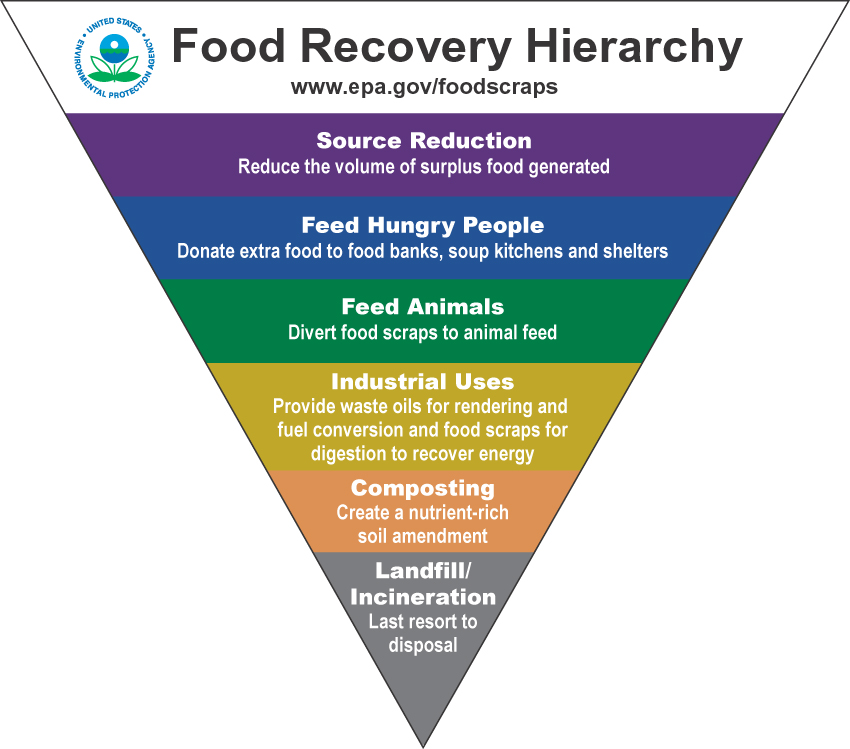
Jerarquia de prioritats d'ús

Per tal de controlar aquestes pèrdues alimentàries, el març del 2020 s'aprova a la Generalitat de Catalunya una llei que estableix mesures a seguir per evitar el malbaratament alimentari i potenciar l'aprofitament dels aliments.
La llei consta de 15 articles i s'aplica a tots els agents de la cadena alimentària, incloent les empreses alimentàries, les entitats d'iniciativa social, l'Administració pública, els consumidors i els espigadors. D'aquesta manera, es vol evitar el malbaratament des de l'origen de la cadena de producció fins al consum final del producte.

L'article 5 estableix que tots els agents de la cadena alimentària han de disposar d'un pla de prevenció per evitar el malbaratament i fixa una sèrie d'obligacions que han de seguir tant les empreses com les entitats d'iniciativa social. 
Article 5. Obligacions de les empreses de la cadena alimentària, les entitats d'iniciativa social i altres organitzacions sense ànim de lucre que es dediquen a la distribució d'aliments.
1. Les empreses alimentàries i les entitats d'iniciativa social i altres organitzacions sense ànim de lucre que es dediquen a la distribució d'aliments tenen les següents obligacions:
  1. Disposar d'un pla de prevenció de les pèrdues i el malbaratament alimentaris i aplicar-lo, en els termes que s'estableixin per reglament.
  2. Reduir, mesurar i informar anualment sobre la quantificació de les pèrdues i el malbaratament alimentaris, en els termes que s'estableixin per reglament.
  3. Comptabilitzar els productes alimentaris que es destinin a la distribució gratuïta o a l'alimentació animal.
  4. Adoptar les mesures oportunes per aplicar a les pèrdues i el malbaratament alimentaris la jerarquia de prioritats de l'article 11, d'acord amb el que s'estableixi per reglament.
  5. Evitar actuacions orientades a deixar els aliments en condicions no aptes per al seu consum o valorització.

[...]
L'article 6 estableix les obligacions de les empreses del sector de la restauració i hostaleria, entre les quals s'obliga a facilitar al consumidor el poder endur-se els aliments que no hagi consumit, i l'11 estableix una jerarquia de prioritats dels agents. És a dir, en cas que hi hagi un excés d'aliments, s'han de destinar per ordre de preferència a l'alimentació humana, a l'animal, a la seva valorització material per a usos industrials, a l'obtenció de compostatge, biogàs o a qualsevol altre tipus de valorització energètica. En última posició es troba l'eliminació de l'aliment.
La llei també obliga al Govern a elaborar un Pla estratègic de prevenció que ha de planificar el que s'ha de fer per evitar pèrdues i, en cas d'haver-hi, quantificar-les (article 12); d'altra banda, l'Administració pública té una feina divulgativa i ha de conscienciar a la població de les pèrdues i fomentar el consum responsable dels aliments (article 13). Pel que fa al règim sancionador, es presenten infraccions greus, com ara no quantificar les pèrdues o no seguir la jerarquia establerta a l'article 11; i infraccions lleus, com ara no permetre que el consumidor s'emporti els aliments que no hagi consumit o no informar sobre aquesta possibilitat. Les multes poden anar de 6.001 a 150.000 euros en el cas de les infraccions greus (poden arribar al milió en el cas d'una segona infracció greu reincident), i fins a 6.000 euros en el cas de les infraccions lleus.

### Iniciatives contra el malbaratament alimentari

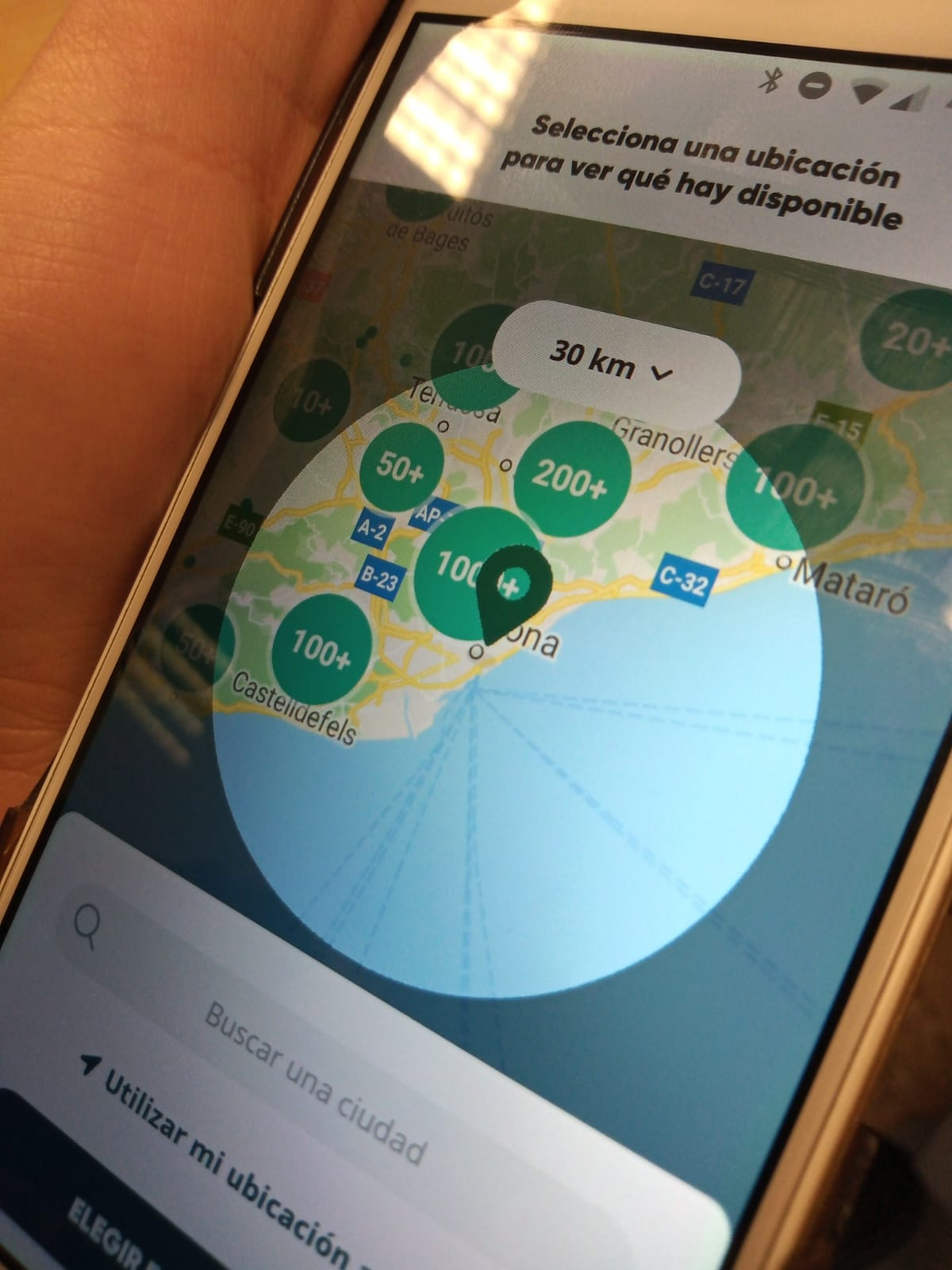
Aplicació mòbil que posa en contacte consumidors amb comerços de proximitat amb excedents alimentaris